# Beli (Temriuk, Krasnodar)
Beli (del ruso: Белый) es un jútor del raión de Temriuk del krai de Krasnodar del sur de Rusia. Está situado en el delta del Kubán y la península de Tamán, 15 km al oeste de Temriuk y 135 km al oeste de Krasnodar, la capital del krai. Tenía 1 874 habitantes en 2010.
Pertenece al municipio Krasnostrelskoye.

## Transporte
Al norte de la localidad pasa la carretera federal M25 Novorosíisk-Port Kavkaz.